# Iota Ophiuchi
Désignations
Iota Ophiuchi (en abrégé ι Oph) est une étoile de la constellation équatoriale d'Ophiuchus, située près de la limite avec celle d'Hercule. Elle est visible à l'œil nu avec une magnitude apparente de 4,38, où elle semble former une paire avec Kappa Ophiuchi. D'après la mesure de sa parallaxe annuelle par le satellite Hipparcos, l'étoile est distante d'environ ∼ 245 a.l. (∼ 75,1 pc) de la Terre. Elle se rapproche du Système solaire à une vitesse radiale de −19 km/s.
Iota Ophiuchi est une étoile bleu-blanc de la séquence principale de type spectral B8V. Elle est estimée être âgée de 217 millions d'années et elle est environ 3,1 fois plus massive que le Soleil. L'étoile tourne relativement rapidement sur elle-même, montrant une vitesse de rotation projetée de 124 km/s. Son rayon est 2,8 fois plus grand que le rayon solaire, elle est autour de 141 fois plus lumineuse que le Soleil et sa température de surface est de 11 220 K. Iota Ophiuchi montre un excès d'émission dans l'infrarouge, ce qui suggère la présence de matériau circumstellaire en orbite.